# Ilosvai Selymes Péter
Ilosvai Selymes Péter, olykor csak Selymes Péter (1520 körül – 1580 körül) magyar epikus énekszerző.

## Alkotói munkássága
Az 1548–1574 között tevékeny Ilosvai Selymes Péter életéről keveset tudunk. 1548-ban valószínűleg református iskolamester volt Nagy-Idán, a Perényiek birtokán. Itt fejezte be Nagy Sándorról irt verses históriáját, a végső strófák kezdőbetűi szerint: "scripsit Petrus in Idar" (írta Péter Ida[ro]n). Toldy Ferenc 19. századi irodalomtörténész e versfejekből Idari Péter nevet olvasott ki s utána jó ideig ez a név szerepelt a Nagy Sándorról szóló históriás ének szerzőjéül. Azonban az in szócska nem fordítható i-vel, Idar nevű helynév pedig nincs, másfelől a régi versfejekben a név olykor előbb befejeződik, mint a vers s akkor a végső strófák kezdőbetűi nem adnak értelmet, úgy hogy itt sem volna az r számítandó. Ezért a fenti versfő így magyarítható: „Énekelte Péter, Idán”. Később, úgy látszik, megunta a helyhez kötött tanító foglalkozást, inkább vándor lantos deákká lett. 1564 augusztusában Szatmáron, 1568-ban Szántón, 1570 nyarán Kusalkőben (Szilágy vármegye) fejezte be egy-egy művét. 1575-ben Görcsöni Ambrus négyrészes "Mátyás históriájához" befejezést ír. A Pompéry kódexben fennmaradt művet Lévay Edit mutatta be 1978-ban. Műveiből jelentékeny műveltség és a klasszikai és keresztény irodalomban való jártasság tűnik ki. Históriás énekeket és dogmatikus verseket szerzett.

## Fennmaradt művei
- Historia Alexandri Magni (a. m. „Nagy Sándor története”) 6 részben, 1548-ból, legterjedelmesebb műve, 2828 sor. Forrása Curtius Rufus volt. Négy kiadása közül a legrégibb 1574-ből való.
- A nagy Szt. Pál apostolnak életéről és haláláról szép história a szentirásból. Három részben, 1564-ből, Szatmáron kelt. Szintén 4 kiadás: 1574, 1577, 1579 és egy év nélkül. Az nagy Szent Pál apostolnak életéroel es haláláról szép história, Debrecen, 1569.
- Sokféle neveknek magyarázatja (a keresztnevek jelentései, versekben), 1568-ban írta Szántón (Abaúj vármegye), Turi Pál szántói református lelkész leányának keresztelőjére, akkor Ilosvai Selymes Péter talán iskolamester volt Szántón.
- Ptolomeus királynak historiája (vallásos tárgyú), szerzette Kusalkőben. Első ismert kiadása 1588, további kettő a 16. századból. Historia regis Ptolomei..., Kolozsvár, 1588.

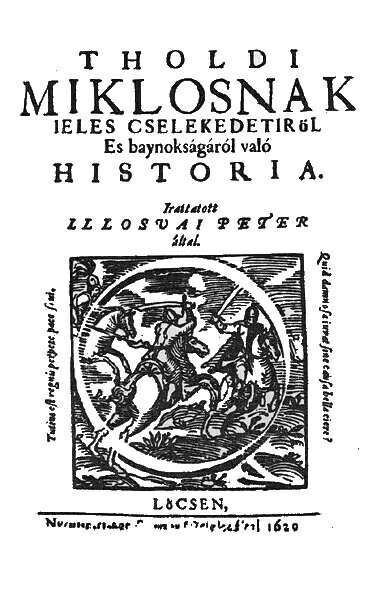
Az híres neves Tholdi Miklósnak jeles cselekedeteiről és bajnokoskodásáról való historia kiadásának címlapja

- Utolsó és leghíresebb műve a Toldi Miklósról szóló monda megverselése (Az híres neves Tholdi Miklósnak jeles cselekedetiről és bajnokságáról való história, Debrecen, 1574). Ezt használta fel Arany János a Toldi-trilógia megírásánál. Szilády Áron  sejtése szerint Nyalábvárban. Perényi István ugocsai főispánnak ajánlta. Mindössze 101 négysoros versszak, de S.-nek és talán az egész XVI. sz.-nak legnevezetesebb költői műve azon okból, mert ez tartotta fenn a Toldi-mondát. A műnek csak ily anyagértéke van (mégpedig igen nagy), költői értéke rendkívül csekély; sem alkotás, sem kidolgozás tekintetében nem tartozik a század jobb művei közé. Az egész mese inkább adatok szervetlen halmaza; Ilosvai Selymes Péter előtt egy régibb szerkezet állt, amelyet nem ronthatott el egészen, s egyes részletekben még szépen látni a régibb változat erejét Ilosvai Selymes Péter  átdolgozásában is. 1574 óta sok kiadása jelent meg, még 1861-ből is van új lenyomat.
  - Az hires neves Tholdi Miklósnak jeles cselekedetiröl es bajnaksagarul való Historia, Kolozsvár, 1673.

Nem költőibbek Nagy Sándor, Pál apostol és Ptolomeus történetei sem, amelyek mind latin prózai munkákat szednek versekbe, józanul ragaszkodnak a történeti adatokhoz és gondosan kerülnek minden mondai, tehát költői elemet. S. műveit új kritikai kiadásban együtt találjuk a Régi magyar költők tára IV. kötetében, Szilády Áron értékes jegyzeteivel. Általában Ilosvai Selymes Péterről való mai tudomásunk Szilády kutatásain nyugszik. Ugyan ő adta ki Toldi Miklóst az Olcsó könyvtárban is bevezetéssel 1882.
- Ilosvai Selymes Péter 1548 előtt is irt már egy éneket Nagy Sándorról, 1548-1564 közt több éneket «A próféták, királyok s vitézek dolgáról». Kürosz perzsa királyról és Nebukadnezár babilóniai uralkodóról is írt 1564 előtt. Nevét Ilosvai Péter alakban a Nagy Sándor története végső szakában maga irja; a Toldi versfejeiben latinosan Petrus Ilosvanust ir; mig több versfőben: Sericeus Ilosvanust; ez utóbbit lefordítva, kapjuk a  nevét.

## Emlékezete
- Ady Endre 1908-ban írta Ilosvai Selymes Péter című költeményét.

Jó Ilosvai Selymes Péter,

Néha-néha úgy-úgy szeretnék

Elborozgatni őkelmével.

Lágy keménység és kemény lágyság,

Neki is ez volt pátriája:

Ez a szegény, cifra Szilágyság.

Egy-két század mit számit köztünk?

Ő is itt álmodott és sínylett.

Álmodtunk, sírtunk, ösztönöztünk.

Őt a régi hősök sarkalták

S én, jaj, magamnak vagyok hőse

S ránk csaptak erdővágó balták.

Hajh, ha találkoznánk mi ketten,

Beh elbúcsúznék sok mindentől,

Amit eddig nagyon szerettem.

Hajh, be kibeszélnők magunkat,

Két régi, örök, magyar ember,

Akiket már minden Új untat.

Ő Toldiról mondana szépet

S poharunkat összekoccintván

Sírva áldanók a meséket.
- Budapesten a XIV. kerületben utcát és teret neveztek el róla. A tér a Rákospatak mellett található.[1]